# Phönix D.I
El Phönix D.I, amb les variants D.II i D.III, va ser un caça biplà austrohongarès, en servei durant la Primera Guerra Mundial, construït per Phönix Flugzeug-Werke i basat en el Hansa-Brandenburg D.I.

## Desenvolupament
El Phönix D.I va ser el segon disseny de la casa Phönix Flugzeug-Werke basat en el disseny del Hansa-Brandenburg D.I que havia produït sota llicència. El Phönix D.I era un caça biplà monoplaça amb millores respecte al disseny original de Hansa-Brandenburg que incloïa ales més eficients, un motor més potent i millores estructurals. Un prototip va volar per primera vegada el 1917 i va resultar ser ràpid però difícil de manejar; tot i així, per la necessitat urgent de caces, el D.I va entrar en producció. Per millorar-ne els problemes, es va introduir la variant modificada D.II, amb elevadors equilibrats i alerons equilibrats a les ales superiors. Un nou desenvolupament va ser el D.III, que tenia alerons equilibrats a les dues ales i disposava d'un motor més potent, el Hiero 6 en línia. El darrer dels 158 avions de tots tres tipus es va lliurar el 4 de novembre de 1918.

## Servei operatiu
Els D.I van entrar en servei el desembre de 1917. Va ser utilitzat com a caça escorta pels Fliks 4/D, 15/D, 17/D, 48/D, 54/D i 66/D (els Fliks D eren petites unitats de propòsit general, capaces de reconeixement, bombardeig, defensa i observació d'artilleria a curt abast, constituïdes per 4-5 aeronaus, amb caces monoplaça i bombarders lleugers biplaça). Es va utilitzar com a caça als Fliks 14/J, 30/J, 60/J, 61/J i 63/J (els Fliks J eren les esquadrilles de caça, amb un complement oficial de 18 avions, quantitat que molt pocs tenien a la pràctica). El caça va ser rebut favorablement pels pilots, sobretot per aquells que solien volar biplaces, que el van trobar estable, robust i fàcil de pilotar; una queixa, però, era que el D.I era «gairebé massa estable per a les maniobres de combat ràpid». Alguns estaven equipats amb càmeres fotogràfiques i es convertien en aparells de reconeixement especialitzats.
Diversos asos austrohongaresos van utilitzar aquest avió, entre ells Kurt Gruber, Roman Schmidt, Karl Teichmann, Godwin Brumowski, Benno Fiala Ritter von Fernbrugg, Franz Gräser, Karl Nikitsch, Frank Linke-Crawford i József Kiss, que va morir mentre volava un D.II el 24 de maig de 1918.

## Variants
20.15
Prototip per al D.I
20.16
Prototip per al D.I
20.18
Prototip per al D.II
D.I
Sèries 128, 228, 328: producció inicial amb un motor Hiero de 200 CV (149 kW) en línia.
D.II
Sèries 122, 222, 322: variant millorada amb elevadors equilibrats i alerons equilibrats a les ales superiors.
D.IIa
Sèrie 422: variant amb un motor Hiero 6 de 230 CV (170 kW)
D.III
Sèries 222, 100: variant millorada amb alerons equilibrats a les dues ales i amb un motor Hiero 6 de 230 CV (170 kW).
J.1
Designació de la força aèria sueca per als caces D.III adquirits el 1920.

## Operadors
Àustria-Hongria
- Forces aèries austrohongareses
- Armada austrohongaresa

 Suècia
- Força aèria sueca (postguerra)

Regne de Iugoslàvia

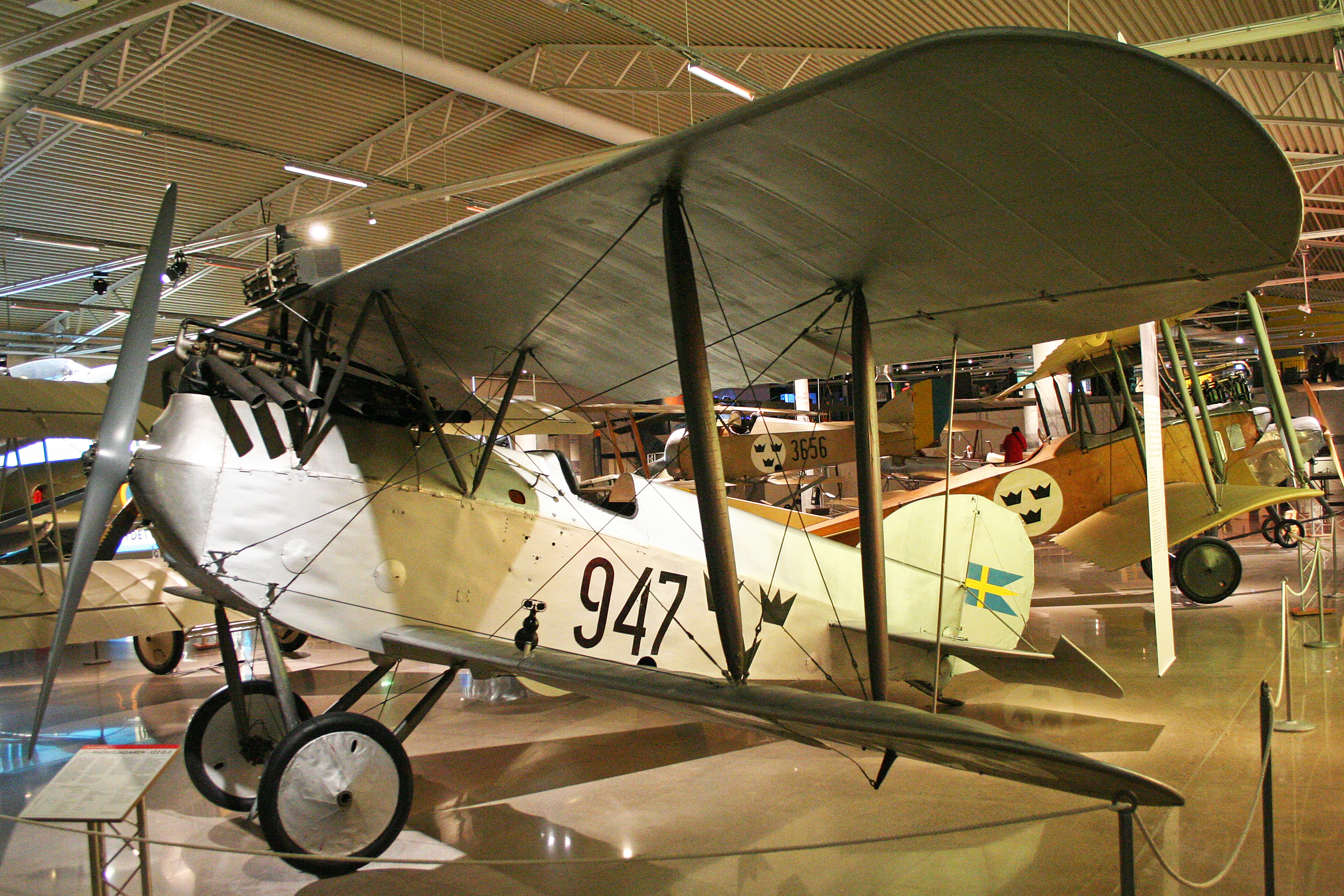
Un Phönix D.III de la força aèria sueca es mostra al Museu de la Força Aèria Sueca

- Reial Força Aèria Iugoslava (postguerra)